# Kopernikus-Gymnasium Wasseralfingen
Das Kopernikus-Gymnasium Wasseralfingen (KGW) ist ein Gymnasium im Aalener Stadtbezirk Wasseralfingen im Ostalbkreis.

## Geschichte
Das Kopernikus-Gymnasium Wasseralfingen wurde 1957 als Außenstelle des Schubart-Gymnasiums Aalen eröffnet. Im Februar 1967 beschloss der Gemeinderat von Wasseralfingen, ein eigenständiges Gymnasium zu bauen. Das Kopernikus-Gymnasium Wasseralfingen wurde zum Schuljahr 1968/69 als Progymnasium Wasseralfingen eröffnet, die Bauarbeiten am heutigen Standort am Schäle begannen 1971. Zum Schuljahr 1972/73 wurde der Lehrbetrieb im neuen Schulgebäude aufgenommen. Im April 1973 kam es jedoch zu einem Großbrand, die Gebäude konnten erst ab Januar 1974 wieder genutzt werden. Zum Schuljahr 1976/77 wurde aus dem Progymnasium Wasseralfingen ein Vollgymnasium, damals mit 695 Schülern in 24 Klassen. 1977 erfolgte die Umbenennung in „Kopernikus-Gymnasium“. Seit Sommer 2003 verfügt das Kopernikus-Gymnasium über eine Schulverfassung.
2014 wurde das Schulgebäude um einen 6,3 Millionen Euro teuren Anbau erweitert. Mit dem Aalener Architekten Bernd Liebel gewann ein ehemaliger Schüler des Gymnasiums den ausgelobten Architekten-Wettbewerb.

## Musikalisches Profil und Kammerchor
Die Schule gehört zu den Gymnasien mit verstärktem Musikunterricht. Es wird ein instrumentaler Musikzug angeboten und seit dem Schuljahr 2008/2009 auch eine Singklasse.
Der im Schuljahr 2005/06 gegründete Kammerchor des Gymnasiums unter der Leitung von Thomas Baur richtet sich an besonders motivierte oder begabte Schülerinnen und Schüler der Klassen 9 bis 13. Er wurde bei den Schulchortagen Baden-Württemberg mehrfach ausgezeichnet. In der Saison 2011/12 wurde der Kammerchor des Kopernikus-Gymnasiums Wasseralfingen vom SWR Vokalensemble Stuttgart als Patenchor ausgewählt. Höhepunkt der Kooperation war die gemeinsame Uraufführung von Martin Smolkas Agnus Dei am 14. Juli 2012 in Stuttgart. Mit dem ersten Platz in der Kategorie „gemischter Jugendchor“ beim Landes-Chorwettbewerb Baden-Württemberg 2013 qualifizierte sich der Chor für den Deutschen Chorwettbewerb 2014. Dort erreichte er in derselben Kategorie insgesamt den vierten Platz und wurde in der Sonderwertung „zeitgenössische Musik“ als bester Chor aus der Kategorie ausgezeichnet.

## Besonderheiten
- Das Kopernikus-Gymnasium Wasseralfingen ist Teilnehmer des 2016 gestarteten Pilotprojekts „ZUKUNFTGym“ der Bildungsregion Ostalb, das die Ausrichtung auf die berufliche Orientierung an Gymnasien verbessern soll. Wissenschaftlich begleitet wird das Projekt von der Pädagogischen Hochschule Schwäbisch Gmünd.[10]
- Bereits seit 1984 unterstützt die Schulgemeinschaft Hilfsprojekte in Burkina Faso, wodurch mehrere Brunnen und ein kleiner Staudamm entstand. Zusätzlich wurden und werden Schulprojekte vor Ort gefördert.[11]
- Das Gymnasium unterhält seit 2012 mehrere Bildungspartnerschaften z. B. mit Cellent, der Kreissparkasse Ostalb, der VR-Bank Ostalb und dem Limesmuseum Aalen; Kooperationspartner sind die Hochschule Aalen, die Pädagogische Hochschule Schwäbisch Gmünd, der VfR Aalen und MAPAL Dr. Kress.[12]

## Bekannte ehemalige Schüler
- Patricia Banks (* 1990), Sängerin
- Anja Bihlmaier (* 1978), Dirigentin
- Hans-Joachim Hof (* 1975), Informatiker und Professor
- Christian Ruf (* 1983), Jurist und Politiker (CDU)